# Mitterhorn (Berchtesgadener Alpen)
Das Mitterhorn ist mit einer Höhe von 2491 m ü. A. am südlichen Rand des Steinernen Meeres gelegen. Es liegt im Bezirk Zell am See (Pinzgau) des Landes Salzburg. 
Der Berg steht im Südabbruch des Steinernen Meers über Saalfelden, zur linken Persailhorn, zur rechten Breithorn (2504 m ü. A.).
Der Aufstieg zum Mitterhorn erfolgt häufig als Überschreitung der drei Gipfel Persailhorn, Mitterhorn und Breithorn über den Saalfeldener Höhenweg (versichert B/C), ausgehend von der Peter-Wiechenthaler-Hütte oder dem Riemannhaus.